# ゴンサロ・カストロ
ゴンサロ・カストロ・ランドン（Gonzalo Castro Randon, 1987年6月11日 - ）は、西ドイツ・ヴッパータール出身の元サッカー選手。元ドイツ代表。ポジションはミッドフィールダー、ディフェンダー。

## 経歴

### クラブ

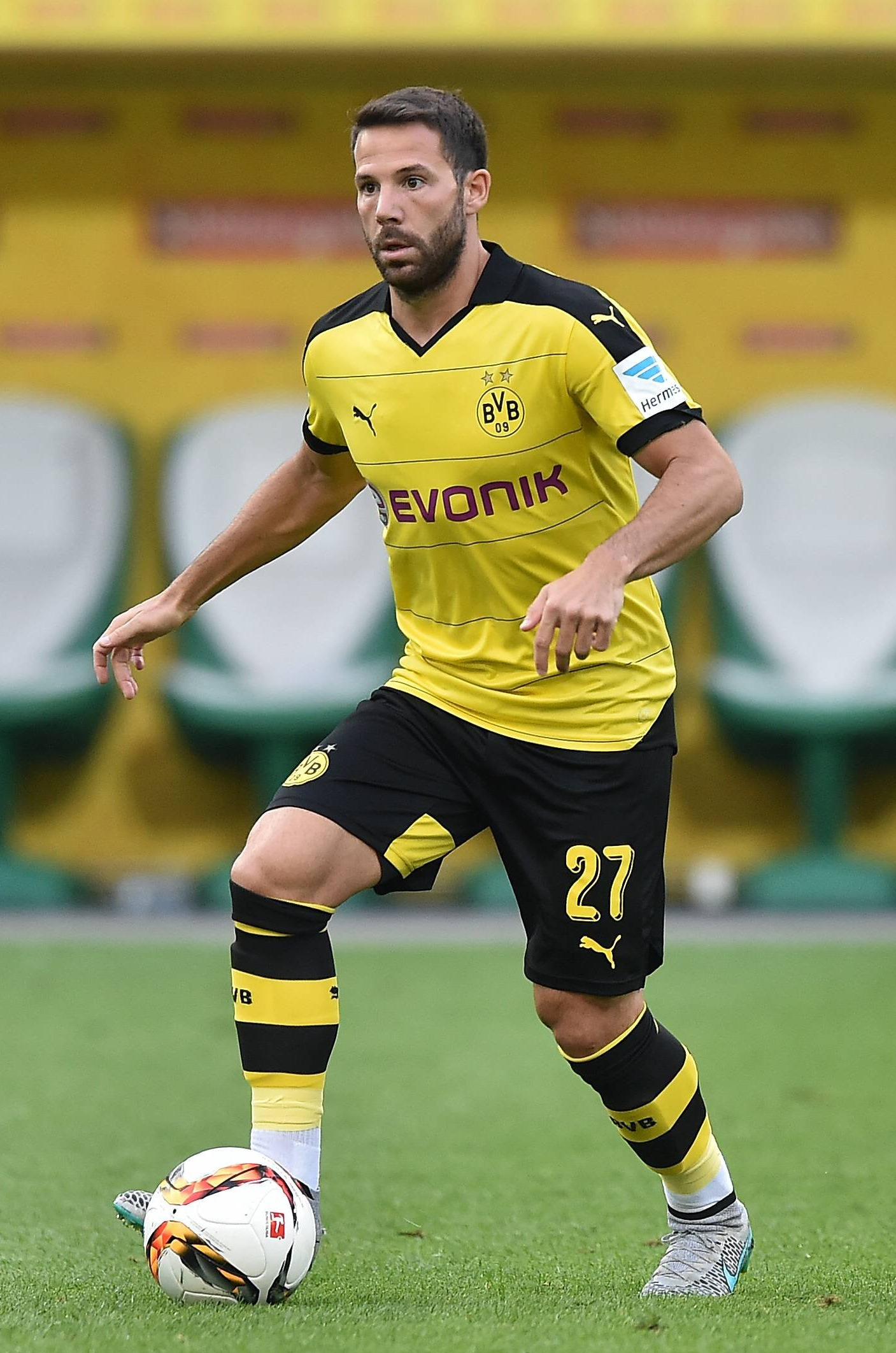
ボルシア・ドルトムント時代 (2015年)

バイエル・レバークーゼンの下部組織でミッドフィールダーとして育成され、サイドバックの選手としてトップチームデビュー。ポジションを獲得して以来、国内有数のサイドバックとしてドイツ代表に呼ばれるまでに成長した。
複数のポジションをこなすユーティリティープレーヤーとして知られており、デビューからしばらくは主にサイドバックで起用された後、ユップ・ハインケス就任後は中盤のインサイドハーフでも起用されるようになった。2012年に就任したサミ・ヒーピアは4-3-2-1のフォーメーションを採用し、その中でチーム事情により3枚の中盤の一角や、シャドーストライカーで起用されている。
2015年5月25日、ボルシア・ドルトムントへ2019年までの4年契約で完全移籍した。
2018年6月29日、VfBシュトゥットガルトへ2021年6月までの3年契約で完全移籍した。2021年4月14日に契約満了により、2020－21シーズン限りでシュトゥットガルトを退団することが発表された。
2021年12月21日、アルミニア・ビーレフェルトとシーズン終了までの契約を結んだ。2022年6月、契約満了で退団。
その後は無所属状態となったが、2022年9月16日に現役引退を自身のSNSサイトで発表した。

### 代表
スペイン国籍を所持し、世代別ではU-19までスペイン代表としてプレーした過去を持つ。その後、ドイツ代表としてプレーすることを選択した。
U-21ドイツ代表としては2009年に行われたUEFA U-21欧州選手権2009に出場し、決勝のU-21イングランド代表戦では先制点をあげる活躍を見せて優勝に貢献した。ドイツA代表としては2007年3月28日のデンマーク戦で初出場し、同年に5試合に出場したが、その後は代表からは遠ざかっている。

## 代表歴

### 出場大会
- U-21ドイツ代表
  - 2006年 - UEFA U-21欧州選手権2006 (グループリーグ敗退)
  - 2009年 - UEFA U-21欧州選手権2009 (優勝)

### 試合数
国際Aマッチ 5試合 0得点（2007年）
| ドイツ代表 | 国際Aマッチ | 国際Aマッチ |
| 年         | 出場        | 得点        |
| ---------- | ----------- | ----------- |
| 2007       | 5           | 0           |
| 通算       | 5           | 0           |

## タイトル

### クラブ
ボルシア・ドルトムント
- DFBポカール：1回 (2016-17)

### 代表
- UEFA U-21欧州選手権：1回 (2009)